# ジャロジー窓

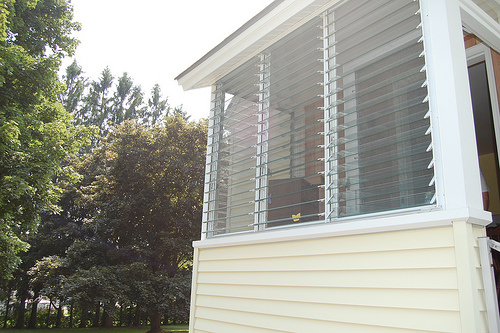
ポーチに設置されているジャロジー窓

ジャロジー窓（ジャロジーまど、ルーバー窓とも、英:Jalousie window）とは、住宅などに使われる窓の一種で、細長い何枚もの板ガラスやアクリル板などを重ね、ブラインドのような構成となっている。主に「あかり採り」の目的で住宅に採用されるが、このルーバー部の角度を変えることで換気ができる。断熱性が非常に悪いため、主に温暖な地域で使われる。

## 概要
ジャロジー窓はもともとポーチや温室などの屋外空間で使用されることを前提として開発されており、防犯性能や断熱性は非常に悪い。ガラスを二重にすることによって、密閉性を高めた製品もあるが、単板ガラスを2枚利用するため断熱性能は期待できず、ルーバー部分の重さが増えるため、開閉の際に力が必要となる。
日本では、脱衣所や浴室、台所、トイレなどの換気を重視する空間に1990年代後半まで一部で使われていた。コストが高く欠点が多いため、最近の建築でジャロジー窓は滅多に利用されず、開口面積が同等、価格が安く、断熱性能が高い片開き窓などが使われている。

## 利点
- 引き違い窓や上げ下げ窓と比べると、開口面積が広い。
- ルーバー部の角度を変えることにより、雨天時でも換気が出来る。
- 磨りガラスなどを使い、ルーバーの角度に配慮することで換気中でも外部から室内を見えにくくする事ができる。
- ガラスの一部が破損しても交換費用を抑えることが出来る。
- 室内からでも室外側ガラスの清掃が出来る。
- 使用される頻度が比較的少ないため、デザイン的にユニークである。

## 欠点
防犯上の欠点
- 外部から音を出さずに短時間で簡単に板を外すことが出来る。
  - 人間が侵入できるガラス5枚程度であれば、1分前後で取り外せる。

- ガラス板が横に長いため強度が低く隙間もあるため、外部からでも比較的簡単に破壊できる。
- そのため防犯用の格子を（内側に）付ける事が勧められている。

気密性の問題
- 構造上、隙間が出来てしまう。すきま風が多く、熱損失が非常に多い。
- 台風など雨と共に強風が伴う場合は、雨水が隙間から室内に侵入する可能性がある。

断熱性の問題
- ガラス一枚ごとの面積が小さい。
- 単板ガラスを利用するため断熱性が非常に悪く、複層ガラスが利用できない。
  - コールドドラフトが発生するため、冷気を感じる。

寒冷地での問題
- ガラスを二重にした製品でも次世代省エネルギー基準・第IV地域までしか対応できない。
- 凍結した場合、無理に開けるとガラスが破損する恐れがある。

メンテナンスの問題
- 初期費用が高い。
- 部品が多く清掃に手間がかかる。
- ガラス毎の強度が低いため、開いている場合に負荷をかけると、簡単に亀裂が入ったり破損する場合がある。
- 構造上複雑なため、信頼性が低い。一部の板だけ完全に閉まらなくなったり、開閉機構が重くなる場合がある。
  - クランクハンドルが破損すると開閉が一切不可能になる場合がある。